# Vidarrell Merencia
Vidarrell «Papito» Merencia (Willemstad, 4 de marzo de 1994) es un futbolista internacional de Curazao que juega a nivel profesional para el ADO Den Haag de la Eredivisie, primera división del fútbol neerlandés.

## Trayectoria
| Club            | País         | Año           |
| --------------- | ------------ | ------------- |
| Heracles Almelo | Países Bajos | 2010-2012     |
| ADO Den Haag    | Países Bajos | 2013-presente |